# Hærup Sø
Hærup Sø er en lille sø ved landsbyen Hærup ca. 3 km sydvest for Klejtrup og 17 km nordøst for Viborg. Søen, der er 1,7 km lang går nord-syd i en sidedal til Skals Ådal. Den er omgivet af op til 40 meter høje bakker, og er en del af Natura 2000-område nr. 30 Lovns Bredning, Hjarbæk Fjord og Skals Ådal
370 ha rundt om søen er fredet 1970 .
Den fladvandede, næringsrige sø er næsten dækket af flydebladsplanter. Den omgives af frodige enge med mange orkidéer, bl.a. majgøgeurt, og lyng- og kratklædte skrænter. Der lever oddere ved søen og langs Skals Å.
Skamris Dal ved søens nordende, blev under besættelsen benyttet til nedkastning af våben til modstandsbevægelsen  I dalen står der en mindesten om modstandsgruppen Sandbækgruppen der fik navn efter Hersom-præsten Harald Sandbæk, som dannede gruppen.

## Eksterne kilder og henvisninger
1. 1 2  Om fredningen på Danmarks Naturfredningsforenings sider
2. ↑  Hærup Sø på Den Store Danske

- Danmarks Søer, Søerne i Nordjyllands og Viborg Amter, af Thorkild Høy m.fl. ISBN 87-7717-200-0

56°34′5.46″N 9°35′30.61″Ø / 56.5681833°N 9.5918361°Ø